# Smalryggen
Der Smalryggen (norwegisch für Schmaler Grat) ist ein 2480 m hoher Nunatak im ostantarktischen Königin-Maud-Land. Er ragt an der Ostflanke des oberen Abschnitts des Byrdbreen am östlichen Ende der Sør Rondane auf.
Wissenschaftler des Norwegischen Polarinstituts benannten ihn 1988.